# Eufijia tibialis
Eufijia tibialis är en tvåvingeart som beskrevs av Mario Bezzi 1928. Eufijia tibialis ingår i släktet Eufijia och familjen vapenflugor. Inga underarter finns listade i Catalogue of Life.